# Profit
Profit (Aussprache: [pʀoˈfit]) ist im deutschsprachigen Raum ein politisches Schlagwort, mit dem – meist abwertend – der Gewinn als Überschuss des Ertrags über den Aufwand bezeichnet wird.

## Etymologie
Seinen Ursprung hat das Wort in der Bedeutung „vorwärtskommen, gewinnen, bewirken“ (lateinisch proficere), was sich aus lateinisch pro- („für, voran, voraus“) und lateinisch facere („tun, machen“) zusammensetzt, wobei lateinisch profectus für „Fortgang, Zunahme, Vorteil“ steht.
In der deutschen Sprache ist das Wort überwiegend negativ konnotiert („Profitgier“ für „überzogenes Gewinnstreben“, „Profiteur“ für „Nutznießer aus einer Situation“). Eher neutral sind Worte wie „profitabel“ („gewinnbringend“) und „Profitabilität“ („Rentabilität“). Bei Anglizismen wie Profitcenter oder Non-Profit-Organisation ist das Wort nicht negativ konnotiert. Im Deutschen wird der Begriff vor allem in der Umgangssprache benutzt, in anderen Sprachen auch als Fachbegriff der Wirtschaftswissenschaft. Im englischsprachigen Raum dagegen steht englisch profit ausschließlich neutral für den Gewinn; so heißt die Gewinn- und Verlustrechnung dort englisch profit and loss account.
Seine heutige negative Konnotation im deutschsprachigen Raum ist auf die Kapitalismuskritik von Karl Marx zurückzuführen, der den Profit des Unternehmers als das Ergebnis der Ausbeutung der Arbeiter ansah.

## Begriffsgeschichte
Im englischsprachigen Raum gibt es nach dem Webster’s Dictionary den aus dem französischen stammenden Begriff, der auf die lateinischen Wörtern profectus und proficere zurückgehe, seit dem 14. Jahrhundert. Erich Fromm wies 1976 darauf hin, dass "Profit … in der Bibel und auch noch bei Spinoza, 'Gewinn für die Seele' bedeutete". Das Grammatisch-kritische Wörterbuch der Hochdeutschen Mundart von 1798 führte den Begriff Profit dagegen auf den lateinischen Begriff Proficuum zurück, und definiert Profit als „der Gewinn, besonders der zufällige Gewinn. Profit bey einer Sache haben, Gewinn. Dabey ist kein Profit, kein Nutzen, kein Gewinn. Das Profitchen, ein kleiner Gewinn, im gemeinen Leben, wo man auch das Zeitwort profitiren hat, Gewinn bey einer Sache haben, und in weiterer Bedeutung, Nutzen von etwas haben.“ Das Pierer's Universal-Lexikon von 1861 definiert Profit als „Gewinn, Vortheil …“ Ähnlich das Große Meyers Konversations-Lexikon von 1908: „Vorteil, Gewinn; profitieren, Vorteil ziehen; profitabel, vorteilhaft“; wie auch das Kleine Konversations-Lexikon von Brockhaus 1911: „Gewinn, Vorteil; profitieren, Nutzen haben; profitābel, gewinnbringend.“ Die Etymologie geht heute davon aus, dass das Fremdwort auf „vorwärts kommen, gewinnen, bewirken“ (lateinisch proficere) beruht.
Der Begriff wurde in der Politischen Ökonomie verwendet und findet sich schon bei James Steuart oder Adam Smith. Der englische und französische Begriff profit entspricht dem deutschen Gewinn. Über denglische Wortbildungen hat er auch Eingang in Schlagworte wie „Profitcenter“ oder „Non-Profit-Organisation“ gefunden. Ebenso wurde er in Buchtiteln wie „Profit für alle“ (Norbert Bolz) mit neutraler Konnotation ins Deutsche importiert. Laut Duden wird in der deutschen Sprache der Ausdruck oft abwertend verwendet. Im Sprachgebrauch der Deutschen Demokratischen Republik wurde ab den 1960er Jahren das Wort „Profit“ dem Wort „Gewinn“ gegenübergestellt. Profit wurde dabei mit der Konnotation „geldgierig“, „kapitalistisch“ verwendet – eine derartige Unterscheidung zwischen Profit und Gewinn findet sich hingegen bei Marx nicht. Ebenso wird der Begriff in der Kapitalismuskritik in Form einer maßlos überhöhten Bedeutung bzw. als Motiv für Ausbeutung und Raubbau mit negativem Wertakzent belegt.

## Frühe politische Ökonomie (1662–1776)
Die Physiokraten kannten Mehrwert nur als Mehrprodukt in Naturalform, nämlich als die Lebensmittel, die der Landarbeiter über das zu seiner eigenen Existenzsicherung erforderliche Maß hinaus produziert. Die Physiokraten gingen also von der Annahme aus, dass Arbeit in der Landwirtschaft die Basis des nationalen Reichtums bildet, und andere Gewerbe den landwirtschaftlichen Reichtum nur umformen und in ihrem Umfang abhängig davon sind. Der Profit des Kapitalisten war für die Physiokraten lediglich eine Art Unternehmerlohn, im Grunde eine Abzweigung aus dem in der Landwirtschaft hergestellten Überschuss.
Für Ronald L. Meek war die Entwicklung einer Profittheorie wie sie bei den Klassikern Smith und Ricardo zu finden ist, mit einigen Problemen verbunden, die mit der noch keimhaften Entwicklung des entstehenden Kapitalismus verbunden waren. Die ersten Theoretiker hätten Probleme gehabt den Kapitalprofit als eine eigenständige Einkommensquelle von der Rente, dem Zins und dem Lohn zu unterscheiden, sofern sie den Profit nicht einfach als „Veräußerungsprofit“ fassten, der durch billigen Kauf und teuren Verkauf zustande kam.

### Veräußerungsprofit
James Steuart würde beispielsweise in seiner politischen Ökonomie dazu tendieren, den Begriff Profit als bloßes Synonym für Gewinn zu begreifen. Der Preis eines Gutes setzt sich für ihn aus dem „wirklichen Wert“ und dem „Veräußerungsprofit“ zusammen. Der wirkliche Wert bzw. Herstellungspreis wäre bestimmt durch die Arbeit die für die Ware aufgewendet werden muss, den Wert zur Erhaltung der Arbeitskraft und den Materialwert. Die Differenz zwischen Herstellungspreis und Verkaufspreis wäre der Veräußerungsprofit. Durch die Konkurrenz werde der Profit auf ein „vernünftiges“ oder „geeignetes“ Maß reduziert. Bei einem ausgewogenen Verhältnis zwischen Angebot und Nachfrage eines Gutes „findet man die Preise in einem adäquaten Verhältnis zu den wirklichen Ausgaben, die zur Herstellung erforderlich waren, einschließlich eines kleinen Zuwachses an Profit für den Hersteller und Händler.“

### Vermengung des Profits mit den Einkommensquellen Rente, Zins und Lohn
Im wirklichen Produktionsprozess des Frühkapitalismus waren die Einkommensquellen oft noch kombiniert und nicht in reiner Form vorzufinden, der Grundbesitzer war auch Unternehmer; der zum Unternehmer werdende Handwerksmeister leitete weiter den Produktionsprozess usw.
Mit der Pacht entstand die Differenzierung zwischen der Klasse der Grundbesitzer und der Pächter. Während der Grundbesitzer (Landlord) für das Zur-Verfügung-Stellen seines Landes eine Rente kassierte, betrachtete der unternehmerische Pächter sein Reineinkommen als Profit, den er auf sein vorgeschossenes Kapital für Löhne, Saatgut, Vieh, Werkzeuge und andere Hilfsmittel bezog.
Die Unterscheidung zwischen Profit und Zins wurde erst mit dem Aufkommen einer Klasse von Händlern schlagend, durch die die qualitative Differenz zwischen aktiver und passiver Anlage des Geldkapitals immer deutlicher wurde.
Unternehmer die sich aus dem Kreis der unmittelbaren Produzenten heraushoben, hatten ihren Profit dagegen oftmals als einen höheren Lohn für ihre größeren Anstrengungen oder ihre größere Verantwortung begriffen, die sie in gehobener Position leisteten. Selbst wenn sie sich letztlich vom unmittelbaren Produktionsprozess zurückzogen und nur noch Aufsichtpositionen übernahmen, so begriffen sie weiterhin ihren Profit als einen „Lohn für die Oberaufsicht“.

### Übergang zur klassischen politischen Ökonomie
Erst ab einer gewissen historischen Entwicklung des Kapitalismus bildeten sich neue, eigenständige und klar voneinander unterscheidbare gesellschaftliche Gruppen im Produktionsprozess heraus, die von ebenso klar unterscheidbaren Einkommensformen mit eigenen Gesetzmäßigkeiten lebten, und von Adam Smith für Meek mit großer historischer Voraussicht in das System der politischen Ökonomie eingearbeitet wurden:
„Es war das Aufkommen des Kapitalprofits als einer neuen Kategorie des Klasseneinkommens gewesen, klar unterschieden von anderen Formen des Einkommens, das den Weg zur endgültigen Entwicklung der klassischen politischen Ökonomie freigemacht hat. … Der Profit konnte nicht länger unter der Rubrik Rente abgehandelt werden, wozu Petty tendiert hatte; er konnte nicht mehr mit dem Lohn in eins gesetzt werden, wie bei Cantillon und Hutcheson; und seine Entstehung konnte nicht länger in der Zirkulationssphäre gesucht werden, wo Steuart sie zu finden behauptet hatte. Das Verhältnis zwischen Kapital und Lohnarbeit wurde das beherrschende sozio-ökonomische Verhältnis in der westlichen Gesellschaft, und diese Tatsache implizierte eine vollständige Revision einiger fundamentaler ökonomischer Begriffe und die Forderung nach einer neuen sozialen Grundstruktur.“

## Klassische politische Ökonomie

### Adam Smith
Adam Smith unterschied erstmals wirkmächtig die Einkommensquellen Kapitalprofit, Lohnarbeit und Grundrente qualitativ voneinander. Der Kapitalprofit war für ihn ein Einkommen, wie Meek schreibt, „das allein an den Gebrauch von Kapital zur Beschäftigung von Lohnarbeit gebunden war“; die Kapitalbesitzer waren für Smith die führende ökonomische Klasse und die Triebfeder des Wirtschaftens. Für ihn stellt der Profit das Einkommen einer bestimmten Klasse dar. Der Wohlstand der Nationen wäre durch das jährliche Produkt bestimmt, welches Boden und Arbeit einer Nation hervorbringen. Der Wert dieses jährlichen gesellschaftlichen Produkts lässt sich zurückführen auf die geleistete Arbeit, spaltet sich jedoch in die den gesellschaftlichen Gruppen entsprechenden Einkommens-Formen:
1. Grundrente,
2. Arbeitslohn und
3. Kapitalprofit.

Den Einkommensquellen entsprechen die drei großen gesellschaftlichen Gruppen oder Klassen, die eine zivilisierte Gesellschaft konstituieren: Grundbesitzer (Landlords), Lohnarbeiter und Unternehmer – zu letzteren gehören auch die Pächter von Land (Landwirte).
Der Wert, den der Arbeiter produziert, teilt sich in zwei Teile: Den Lohn, den er für seine Arbeit bekommt, und den Profit, den der Unternehmer bekommt, der Material, Maschinen usw. zur Verfügung stellt. Obwohl der Kapitalbesitzer fast frei von jeglicher Arbeit ist oder sein kann, erwartet er trotzdem einen Profit entsprechend der eingesetzten Kapitalgröße proportioniert. Der Kapitalprofit ist nach Smith daher von gänzlich anderen Prinzipien reguliert als der Arbeitslohn.
Das Kapital wird in Erwartung und zum Zwecke des Profits eingesetzt und im Zuge dessen einen Großteil der nützlichen Arbeit einer Gesellschaft in Kraft gesetzt. Die Profitmaximierung und damit verbundene Kapitalakkumulation stellt für Smith ein wesentliches Element des Wohlstands der Nationen dar. Entgegen der Grundrente und den Löhnen würde die Profitrate mit der Entwicklung des Wohlstands nicht steigen, sondern fallen.

### David Ricardo
Auch für David Ricardo wird das gesellschaftliche Produkt, welches durch gemeinschaftliche Anwendung von Arbeit, Maschinerie und Kapital entsteht, zwischen den drei gesellschaftlichen Klassen – den Landherren, den Kapitalisten und den Arbeitern – in Form von Rente, Profit und Lohn aufgeteilt.

### Kritik
Adam Smith wie David Ricardo werden von Marx mangelnde theoretische Stringenz bei der Erfassung der unterschiedlichen Wertformen vorgeworfen. Denn sie verwechseln besondere Formen wie Profit oder Rente mit der Form des Mehrwerts, welcher nach Marx auf einer höheren Abstraktionsebene der theoretischen Betrachtung liegt. Ricardo betrachtet laut Marx nirgendwo den Mehrwert gesondert und begrifflich getrennt von seinen besonderen Formen Profit (Zins) und Rente.

## Marxistische Theorie

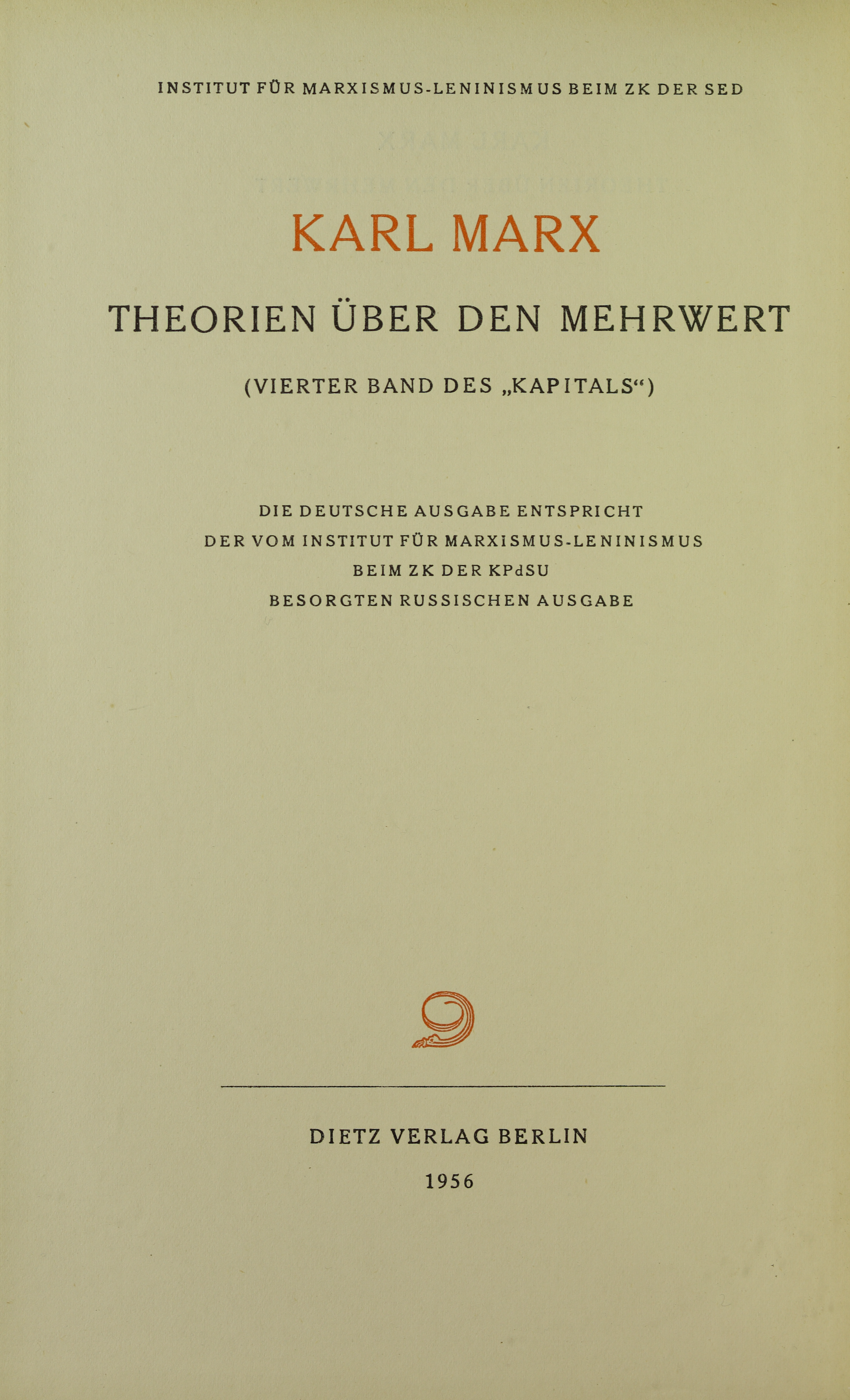
Theorien über den Mehrwert, 1956

Karl Marx arbeitete seine Arbeitswerttheorie sowie seinen besonderen Profitbegriff in Auseinandersetzung mit der klassischen Nationalökonomie aus, wie insbesondere in seinen Theorien über den Mehrwert deutlich dargestellt ist.
Für Karl Marx war der Begriff des Profits ein Zentralbegriff seiner Theorien. Danach ist der Profit Resultat der Aneignung eines Teils des gesamtgesellschaftlichen, in Geld verwandelten Mehrwerts durch die Unternehmer. Für ihn ist er der Überschuss über die Herstellkosten, während die Profitrate das Verhältnis zwischen beiden Größen darstellt. Quelle für Profit ist die Arbeit der Unternehmen, weil der Gebrauchswert der Arbeitskraft ein Wertprodukt schafft, das den mit dem Lohn diktierten Wert der Arbeitskraft übersteigt. Der Kapitalismus weist für Marx eine tendenziell sinkende Profitrate aus. Das „eigentliche Produkt des Kapitals“, Ziel und Ergebnis des kapitalistischen Produktionsprozesses, sei der Profit. Für Marx ist er „die kapitalistische Produktionsweise spezifisch charakterisierende Form des Mehrwerts“. „Ohne Erkenntnis des Mehrwerts“ wäre daher „keine Theorie des Profits möglich“. Der Kapitalist, der den Mehrwert aus unbezahlter Arbeit exploitiert, sei „zwar der erste Aneigner, aber keineswegs der letzte Eigentümer dieses Mehrwerts. Er hat ihn hinterher zu teilen mit Kapitalisten, die andere Funktionen im Großen und Ganzen der gesellschaftlichen Produktion vollziehen, mit dem Grundeigentümer usw. Der Mehrwert spaltet sich daher in verschiedene Teile. Seine Bruchstücke fallen verschiedenen Kategorien von Personen zu und erhalten verschiedene, gegeneinander selbständige Formen, wie Profit, Zins, Handelsgewinn, Grundrente usw“.
Marxens Theorie von Profit und Mehrwert findet sein grenznutzentheoretisches Gegenstück bei Eugen Böhm von Bawerk in dessen „Theorie des Kapitalzinses“.

## Unternehmerprofit bei Schumpeter
Joseph A. Schumpeters Vision des Kapitalismus ist dynamisch und krisenhaft. Das traditionelle Bild des Preiswettbewerbs hält er für unrealistisch. Typisch hingegen für die Entwicklung des Kapitalismus ist die „schöpferische Zerstörung“ durch Einführung von Innovationen in den Wirtschaftsprozess.
Dabei ist zu unterscheiden zwischen der Rolle und Funktion des Kapitalisten einerseits und des Unternehmers andererseits. Der Unternehmer führt die Innovationen ein, wofür er im Begriffsgebrauch von Schumpeter einen „Unternehmerprofit“ einstreicht.
„Ein Kapitalist verfügt über eine Summe von ökonomischen Werten (Kapital), die er planmäßig dazu einsetzt, um eine größere Summe als zuvor eingesetzt zurückzuerhalten. Für den entsprechenden Investitionsprozess trägt er selbst das wirtschaftliche Risiko. Ein „Unternehmer“ hingegen ist die Funktion, neuartige Kombinationen von Produktionsfaktoren in den Wirtschaftsprozess einzuführen.“